# 方家澍
方家澍（?—?），字雨亭，福建省福州府侯官縣人，清朝政治人物、書畫家。
光緒十八年（1892年），参加光緒壬辰科殿試，登進士二甲59名。同年五月，改翰林院庶吉士。光緒二十年四月，散館，著以部属用。善画山水，风格清雅，有大家风。